# 西泠印社 (2020年纪录片)
《西泠印社》是2020年在中国大陆上映的以“西泠印社”为主题的纪录片，由浙江广播电视集团、中共浙江省委宣传部、中共杭州市委宣传部、西泠印社、浙江大学共同制作。

## 内容
《西泠印社》分作6集：
- 第一集《君子》，讲述创社四君子的故事。
- 第二集《大师》，讲述王福庵成为一代金石大师的人生。
- 第三集《师父》，讲述西泠印社第一任社长吴昌硕的人生。
- 第四集《衣冠》，讲述西泠印社第二任社长马衡的人生。
- 第五集《兄弟》，讲述西泠印社社员李息（李叔同）将所藏93方印章的故事。
- 第六集《刀法》，讲述西泠丁敬为、沙孟海、饶宗颐等大师的故事。

## 曲目
| 曲序 | 曲目                 |        | 作曲   | 歌手 |
| ---- | -------------------- | ------ | ------ | ---- |
| 1.   | 《湖山记》（主题曲） | 许继锋 | 王之一 | 霍尊 |

## 奖项
| 年份 | 获奖方       | 颁奖方                   | 奖项分类         | 是否得奖 | 备注  |
| ---- | ------------ | ------------------------ | ---------------- | -------- | ----- |
| 2021 | 《西泠印社》 | 第27届上海电视节白玉兰奖 | 最佳系列纪录片   | 提名     | [ 4 ] |
| 2022 | 《西泠印社》 | 第31届中国电视金鹰奖     | 最佳电视纪录片   | 提名     | [ 5 ] |
| 2022 | 《西泠印社》 | 第27届电视文艺“星光奖”   | 优秀电视纪录片奖 | 獲獎     | [ 6 ] |